# Cirrhilabrus marinda
Cirrhilabrus marinda là một loài cá biển thuộc chi Cirrhilabrus trong họ Cá bàng chài. Loài này được mô tả lần đầu tiên vào năm 2015.

## Từ nguyên
Từ định danh marinda được ghép từ tên của Marcus Wanma và Inda Arfan, huyện trưởng và huyện phó của Raja Ampat. Dưới sự lãnh đạo của họ, các rạn san hô ở Raja Ampat nằm trong số những rạn san hô được bảo tồn tốt nhất trong khu vực Tam giác San Hô.

## Phạm vi phân bố và môi trường sống
C. marinda được tìm thấy tại Indonesia, cụ thể tại đảo Morotai (cụm Halmahera) và đảo Ayau (phía bắc quần đảo Raja Ampat), cũng như tại đảo Manus (Papua New Guinea) và Vanuatu.
Các mẫu vật của C. marinda được thu thập trên nền đáy cát và đá vụn, nơi có loài tảo lục hóa vôi Halimeda phát triển và gần các rạn san hô ở độ sâu khoảng 25–40 m.

## Mô tả
Chiều dài lớn nhất được ghi nhận ở C. marinda là 4,6 cm. Cá cái và cá con có màu hồng ửng đỏ, hơi vàng ở đầu. Vùng bụng và nửa dưới đầu màu trắng. Đầu có các sọc ngắn màu trắng xanh. Các vây trong mờ, màu xám nhạt; vây lưng có dải vàng ở gốc. Cuống đuôi có một đốm đen.
Nửa đầu trên và thân trên của cá đực có màu cam hay đỏ tươi, vùng thân còn lại màu trắng. Gần như toàn bộ vây lưng là màu đen, trừ nửa trên của phần vây lưng mềm màu vàng với một hàng đốm xanh lam ngăn cách vùng màu đen ở nửa dưới. Vây hậu môn màu đỏ, viền xanh óng ở rìa. Hai vây này có một hàng đốm màu xanh óng ở gần gốc vây. Vây đuôi bo tròn, có màu đỏ ở giữa vây, phần còn lại màu vàng nhạt, lốm đốm các vệt màu xanh lam ánh kim. Vây bụng dài, chạm được đến vây hậu môn. Mống mắt màu đỏ.
Số gai ở vây lưng: 11; Số tia vây ở vây lưng: 9; Số gai ở vây hậu môn: 3; Số tia vây ở vây hậu môn: 9; Số tia vây ở vây ngực: 15–16; Số gai ở vây bụng: 1; Số tia vây ở vây bụng: 5; Số lược mang: 13–16.

## Sinh thái học
Cá con và cá cái sống theo từng nhóm nhỏ, khoảng 10–20 cá thể, với một vài con đực trong bầy.

## Phân loại học
C. marinda nằm trong một nhóm phức hợp loài cùng với Cirrhilabrus condei và Cirrhilabrus walshi, đặc trưng bởi vây lưng nhô cao như cánh buồm (nhưng không có các tia sợi) và vây bụng có các tia vây dài.